# Virtual Home Staging
Virtual Home Staging (auch Virtuelles Home Staging genannt) ist eine Unterart des klassischen Home Staging. Dabei wird durch einen Innenarchitekten oder einen Raumausstatter mit Hilfe von spezieller Software und den vorliegenden Grundrissen ein digitales Modell des Raumes/der Räume erstellt. Diese Art des Home Stagings ist besonders bei Immobilienmaklern und ebenso bei großen Immobilienbörsen beliebt. Durch das digitale Aufhübschen von Wohnimmobilien soll vor allem der erzielte Preis auf dem Immobilienmarkt gesteigert werden.

## Vorteile
Besonders im Vergleich zu klassischen Home Staging, bei dem Immobilien mit Möbeln und Deko-Elementen vor Ort aufgewertet werden, ist das Virtual Home Staging deutlich günstiger (bis zu 90 % geringere Kosten) und mit weniger Aufwand umzusetzen. Auch können deutlich weitreichendere Änderungen an dem Grundriss oder der Raumaufteilung eines Objektes vorgenommen werden, ohne aktiv in die Bausubstanz eingreifen zu müssen.
Virtual Home Staging wird auch im Vorfeld eines Neubauprojektes eingesetzt. Im Gegensatz zu einer einfachen Visualisierung des geplanten neuen Gebäudes lassen sich durch diese Technik Räume, ganze Wohnungen oder sogar komplette Häuser mit ansprechenden Möbeln und weiteren Deko-Objekten füllen. So können potentielle Kunden schon vor Beginn der Baumaßnahmen einen Eindruck der fertiggestellten und eingerichteten Immobilie gewinnen.